# Farfalle
Farfalle ‚Schmetterlinge‘, sind italienische Nudeln in Schmetterlingsform.

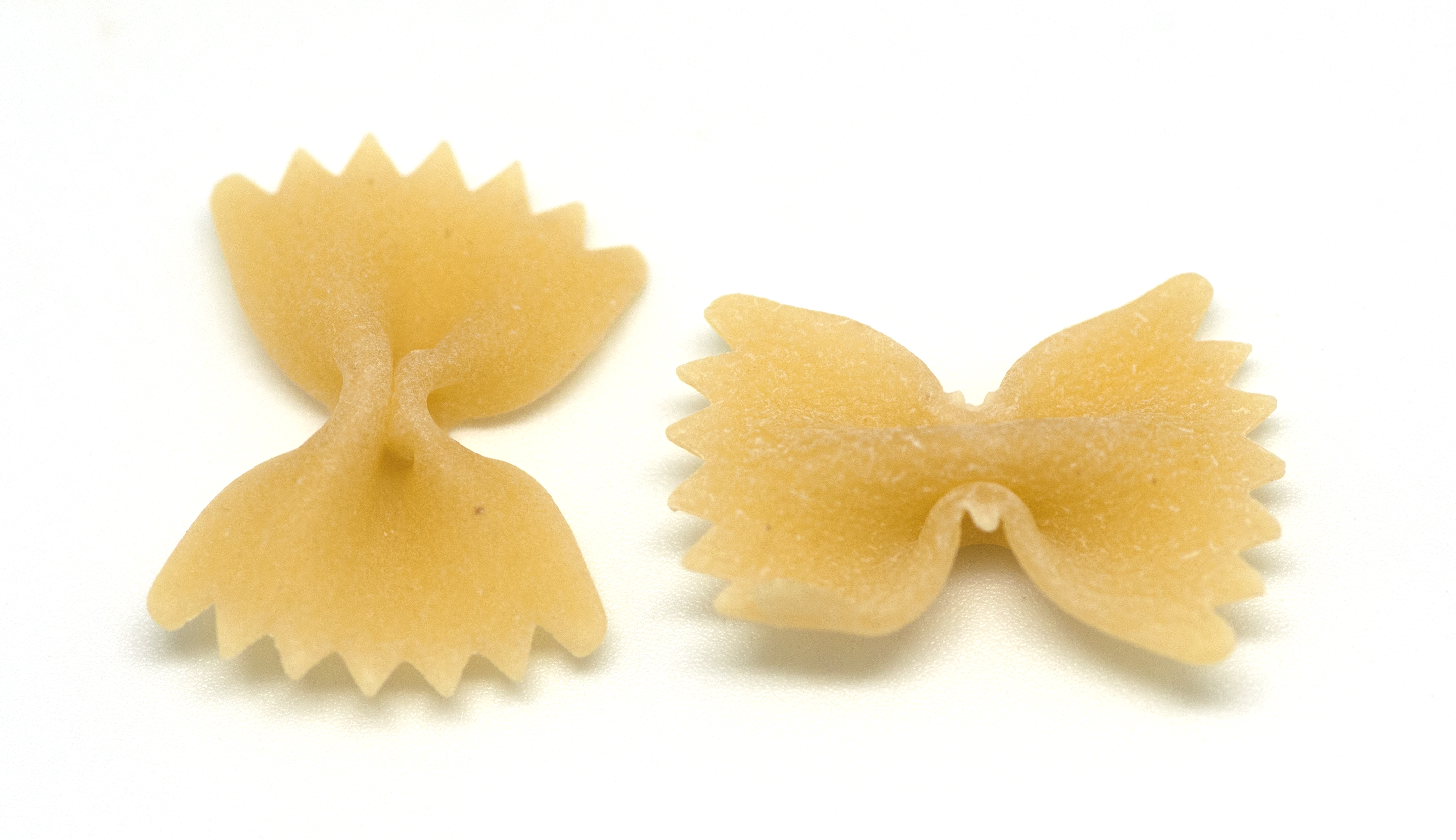
Farfalle

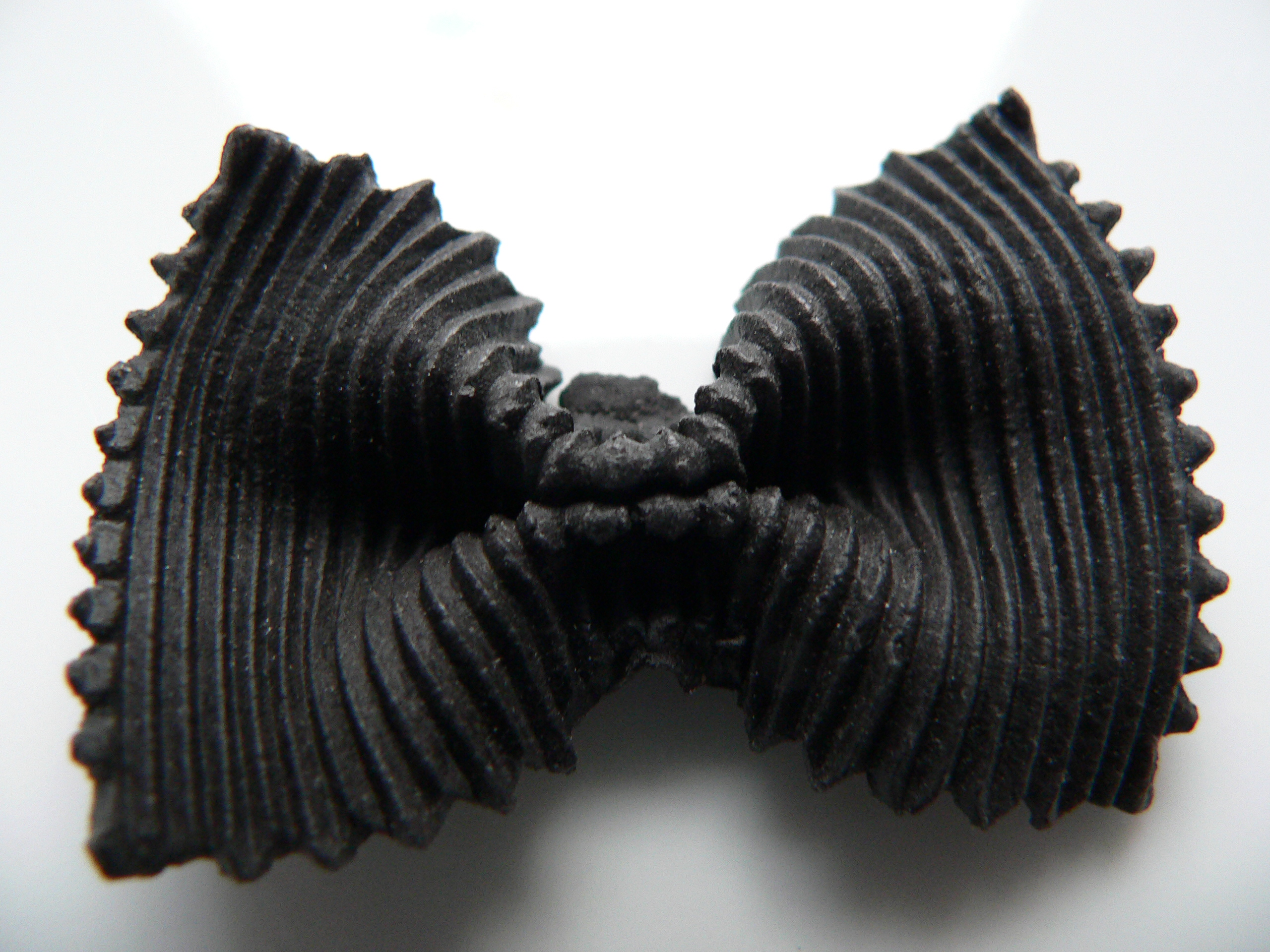
Mit Sepia gefärbte Farfalla

Für die Herstellung werden mit einem Teigrädchen aus einem flachen Pastateig gezackte Quadrate herausgeschnitten und in der Mitte zusammengedrückt. Die Mitte wird dadurch etwas dicker, die Seiten bleiben flach. Ursprünglich entwickelte sich diese Pastasorte in der antiken Region Emilia.
Varianten der Farfalle sind Farfalle tonde (seitlich rund), Farfalle tricolori (dreifarbig), Farfalline (klein), Farfalloni (groß) und Fiocchi rigati (ohne Zacken). Für Farfalle gibt es regional unterschiedliche Bezeichnungen, etwa Fiocchetti und Stricchetti; in den Abruzzen und in Apulien Nocchette, in Kalabrien Nocheredde, im Piemont, in der Umgebung von Cuneo, Sciancon, in Umbrien Fiocchetti.